# 엘렌웨
엘렌웨는 실마릴리온의 등장인물이다. 투르곤의 아내로 작중에서 바냐르 출신으로 언급되며, 또한 헬카락세를 통해 가운데땅으로 가던 중 죽은 인물이다.
이후 에다인 투오르와 결혼한 엘다르, 외동딸 이드릴을 낳았고 자신을 닮은 금발이었다고 한다.
그녀의 죽음 때문에 투르곤은 페아노르 가문을 싫어했다고 전해진다.